# Overstortfrequentie
Overstortfrequentie is een term uit de rioleringstechniek. Het is het aantal keer per jaar dat er ongezuiverd rioolwater via een overstort op oppervlaktewater geloosd wordt, dus dat een overstorting plaatsvindt.
Rioolstelsels verzamelen en transporteren rioolwater en verpompen dat uiteindelijk naar de zuivering. Als er te snel te veel water in de riolering komt, dan kunnen de rioolgemalen dit niet meer verwerken; de berging en afvoer zijn uiteindelijk beperkt. Dit gebeurt vooral bij zware en heftige regenbuien. Het waterpeil stijgt dan snel, de stijgsnelheid is afhankelijk van de inhoud van het rioolstelsel, ook wel berging genoemd; de hoeveelheid af te voeren water (het aanbod) en de pompcapaciteit (de afvoer).

## Frequentie
Men accepteert dat soms het rioolstelsel volloopt en via de overstortdrempel overloopt. Het aantal malen per jaar dat dit zich voordoet noemt men de overstortfrequentie. De frequentie is te schatten met neerslagtabellen en rekenmodellen. Een gemiddelde modern gemengd rioolstelsel is ontworpen op een overstortfrequentie van 5 tot 6 maal per jaar. De overstortfrequentie wordt in Nederland berekend aan de hand van een regenreeks die gemeten is in de periode 1955-1965 door het KNMI.

## Registratie
In de praktijksituatie wordt het aantal overstortingen gemeten en geregistreerd. Per overstorting wordt het tijdstip van aanvang, de duur, het verloop van de hoogte van de overstortende straal en het totale (berekende) volume geloosd afvalwater geregistreerd. Deze meting gebeurt volledig automatisch door middel van sensoren. Met de gegevens kan gecontroleerd worden of een rioolstelsel wel aan de eisen voldoet en of er geen (langzame) veranderingen in de werking van het stelsel optreden.

## Klimaatverandering
De laatste jaren neemt het aantal zeer heftige regenbuien toe. Dit is naar alle waarschijnlijkheid een gevolg van de opwarming van de Aarde. De theoretische overstortfrequentie bij ontwerpen is als gevolg van de toenamen van hevigere regenval dus veelal te conservatief.